# نرگسی

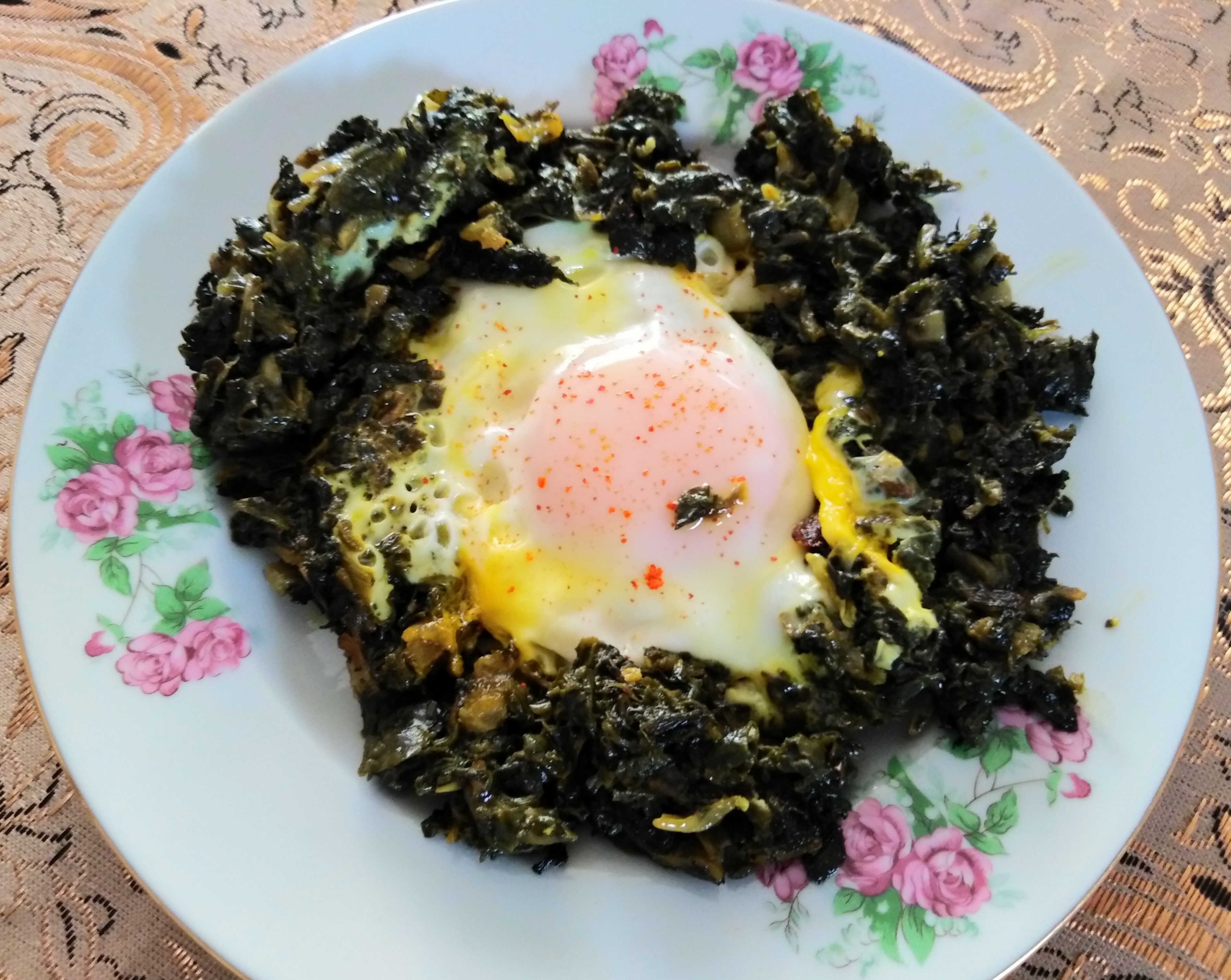
نرگسی اسفناج

نرگسی غذایی ایرانی است که با تخم مرغ و اسفناج درست می‌شود و به دلیل شباهت رنگ‌هایش (زرد و سفید و گاه سبز) به گل نرگس این نام را گرفته‌است. 

## نرگسی اسفناج
این غذا بسیار شبیه املت اسفناج است و با پیاز داغ، تخم مرغ، اسفناج و گاه سیر پخته می‌شود.
روش پخت:
برای تهیهٔ این خوراک نخست پیاز را سرخ می‌کنیم و به آن نمک و زردچوبه اضافه می‌کنیم سپس اسفناج را هم به آن می‌افزاییم و تفت می‌دهیم (برخی سیر هم اضافه می‌کنند.) پس از کمی تفت تخم مرغ را به آن اضافه می‌کنیم، می‌توان تخم مرغ را با دیگر مواد مخلوط کرد یا آن را به صورت هم نزده گذاشت.

## نرگسی لوبیا
این غذا از پیاز داغ، تخم مرغ و لوبیا سبز درست می‌شود.